# 황진이 (2007년 영화)
"황진이"(영어: Hwang Jin Yi)는 2006년에 개봉된 조선시대의 기생인 황진이의 일대기를 다룬 영화이다.

## 캐스팅
- 송혜교 : 황진이 역 (아역: 김유정)
- 유지태 : 놈이 역 (아역: 이현우)
- 윤여정 : 할멈 역
- 류승룡 : 희열 역
- 오태경 : 괴똥이 역
- 정유미 : 이금 역
- 예수정 : 진이 모 역
- 조승연 : 벽계수 역
- 김응수 : 서경덕 역
- 김부선 : 장덕 역
- 송민지 : 매향 역
- 박철호 : 황 진사 역
- 이승진 : 진이 오라버니 역
- 유연수 : 이방 역
- 손진호 : 형방 비장 역
- 민복기 : 호장 역
- 장원영 : 이속 역
- 이우진 : 수교 역
- 이상홍 : 놈이 부하 1 역
- 임성암 : 놈이 부하 3 역
- 김현아 : 행수 기생 역
- 윤영민 : 청교방 기생 2 역
- 이미소 : 황진사 계집종 역
- 강영구 : 연회 양반 역
- 배용근 : 윤승지댁 양반 역
- 장명갑 : 윤승지댁 하인 역
- 진용욱 : 매질꾼 1
- 신동력 - 노름꾼 역
- 임현성 : 노름꾼 1 역
- 박성일 : 노름꾼 2 역
- 박노식 : 최주부 역
- 조경훈 : 과거 형방 역
- 박철호 : 또복이 역
- 권태원 : 김 영감 역
- 김병철 : 나장 역
- 손종학 : 마방집 주인 역
- 이국호 : 전차지 역
- 최지나 : 현금 역 (특별출연)

## 수상 경력
- 제5회 대한민국 영화대상[2006년, 신인여우상(송혜교)]
- 제27회 청룡영화상[2006년, 조명상(임재영)]
- 제45회 대종상 영화제[2007, 음악상(원일), 의상상(정구호)]
- 제14회 춘사대상영화제[2006, 올해의 조명상(임재영), 올해의 기술상(의상, 정구호)]

## 같이 보기
- 황진이 (2006년 드라마)
- 어우동 (영화)